# 莫羅蓬省

莫羅蓬省（西班牙語：Provincia de Morropón），是秘魯的省份，位於該國西北部皮烏拉大區，首府是丘盧卡納斯，始建於1857年1月2日，面積3,818平方公里，2005年人口163,181，人口密度每平方公里42.74人。